# Josefskapelle (Lendersdorf)

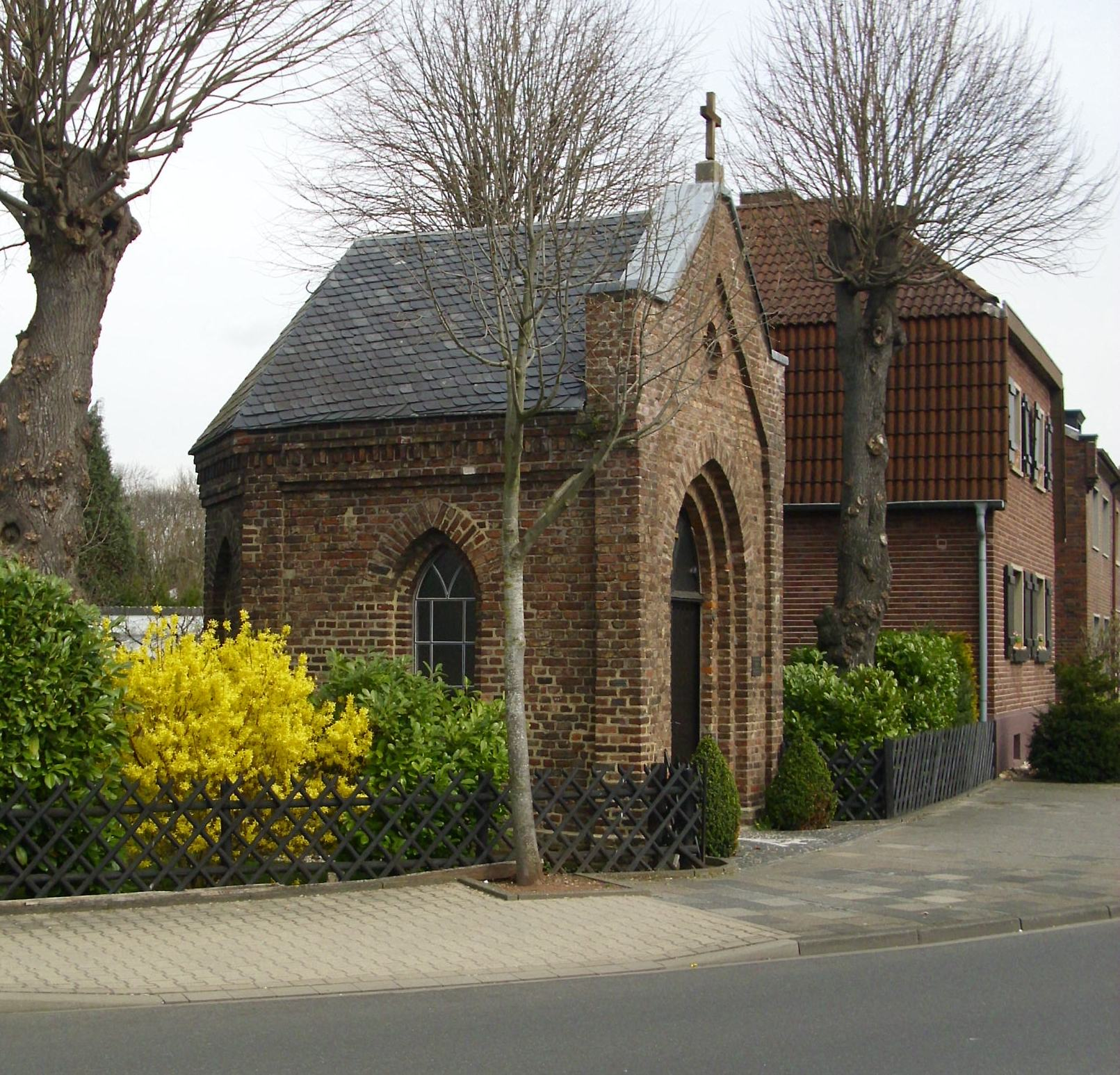
Die Kapelle

Die Josefskapelle steht im Dürener Stadtteil Lendersdorf in Nordrhein-Westfalen an der Krauthausener Straße.
Es handelt sich um eine dreiseitig geschlossene Backsteinkapelle mit neogotischen Fensteröffnungen und Portal. Im Inneren befindet sich noch die originale neugotische Ausstattung. Die Kapelle wurde 1882 von Maria Josepha Brandenburg geb. Stollenwerk (1826–1884) gestiftet. Eine Renovierung erfolgte 2006. Zur Ausstattung gehören ein neugotischer Schnitzaltar und eine neugotische Holzbank. Eine Besonderheit ist die ebenfalls original erhaltene, bemalte Holzdecke.
Das Bauwerk ist unter Nr. 3/009 in die Denkmalliste der Stadt Düren eingetragen.